# Museo Sorolla
Sorolla Museum är ett spanskt museum beläget i en stor villa vid Paseo del General Martínez Campos i Madrid. Byggnaden tjänade tidigare som ateljé och bostad för målaren Joaquín Sorolla (1863-1923) med hans fru Clotilde García del Castillo (1865-1929) och deras tre barn. 
Byggnaden uppfördes 1911 under ledning av arkitekten Enrique María Repullés, som förverkligade målarens önskemål om att skapa ett utrymme som kombinerade arbetsplatsen och hans hem och som också hade en trädgård. Huset bevarar den ursprungliga atmosfären i många av rummen, förutom att det rymmer en stor samling verk av Sorolla, samt många föremål som han samlat på sig under sitt liv. Det är också ett av de bäst bevarade konstnärshusen i Europa. Sedan 1 mars 1962 är byggnaden nationellt historiskt minne (Bien de Interés Cultural).
Initiativet att skapa ett museum för att hysa målarens verk kom från hans hustru, Clotilde García, som 1925 testamenterade verken till den spanska statens för att skapa en plats som hedrar minnet av hennes man. Den 28 mars 1931 accepterades donationen och klassificerades som en privat stiftelse för välgörenhet och undervisning. Museet invigdes 1932 och stod under ledning av konstnärens son, Joaquín Sorolla García. När han dog 1948 testamenterades ett stort antal verk till staten för att utöka museets samlingar, vilket accepterades 1951.